# DB Baureihe 23

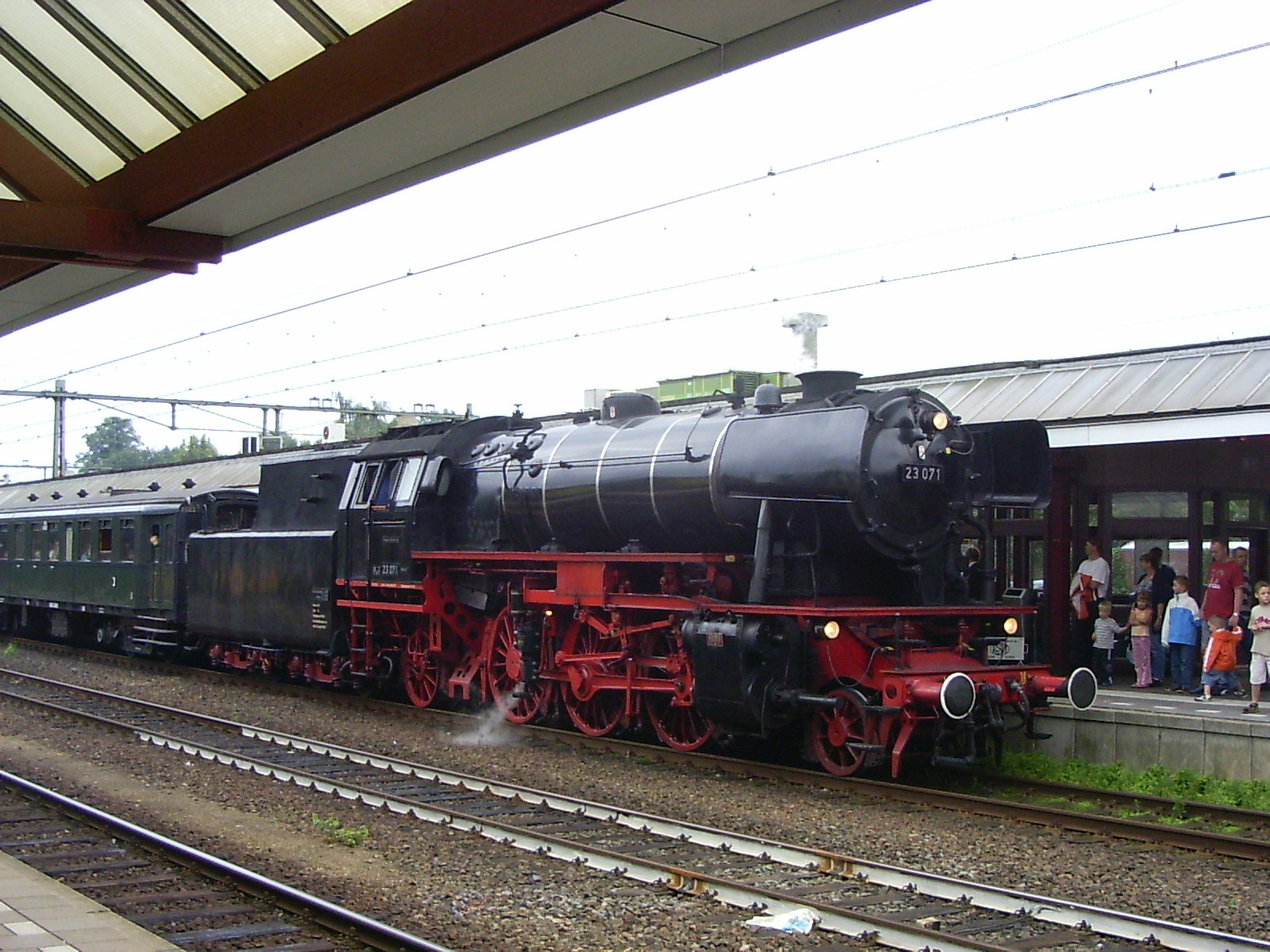
Locomotief 23 071 van de VSM te Ede-Wageningen.

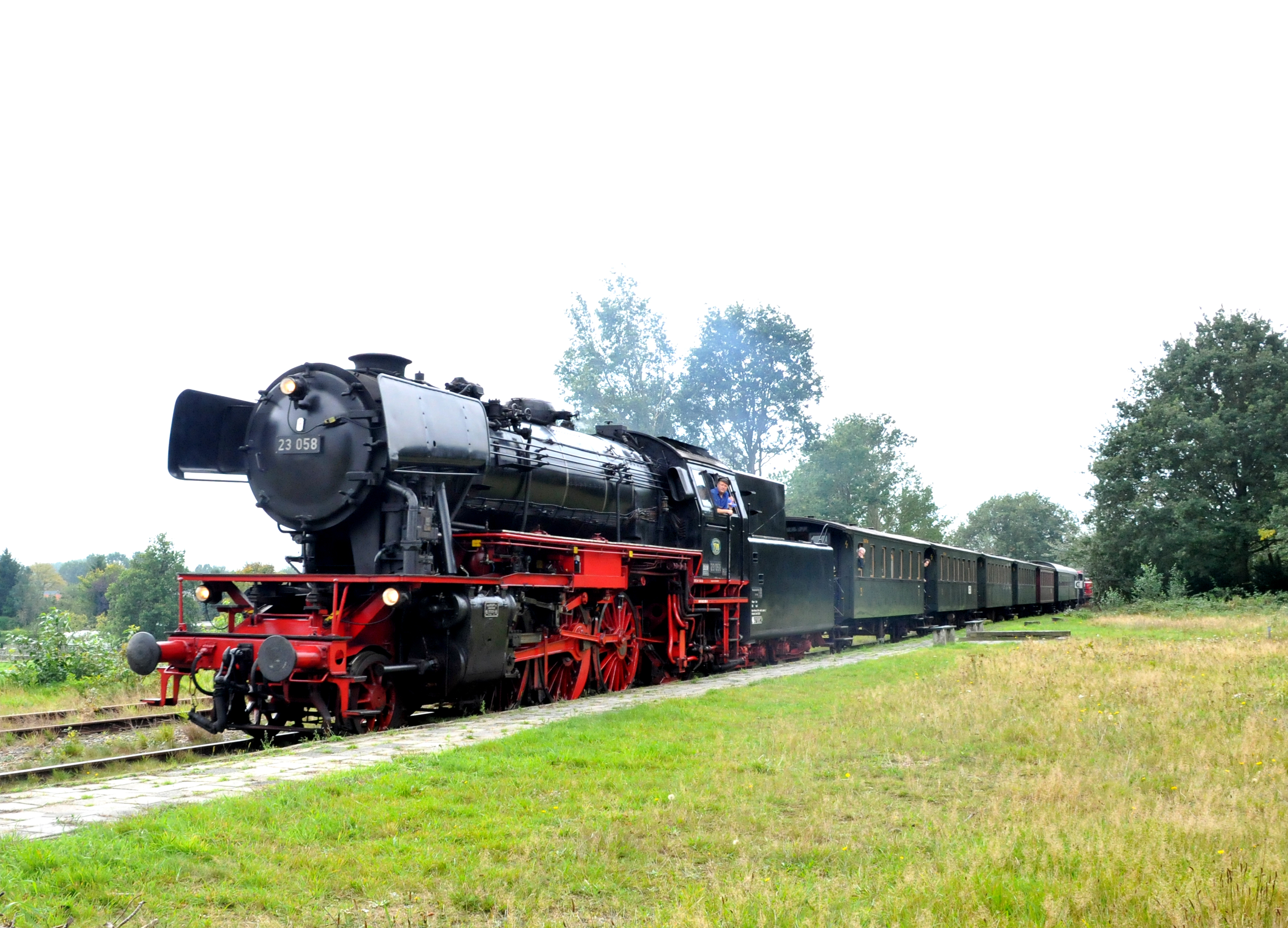
Locomotief 23 058 tijdens de STAR-dagen met personentrein te Bareveld.

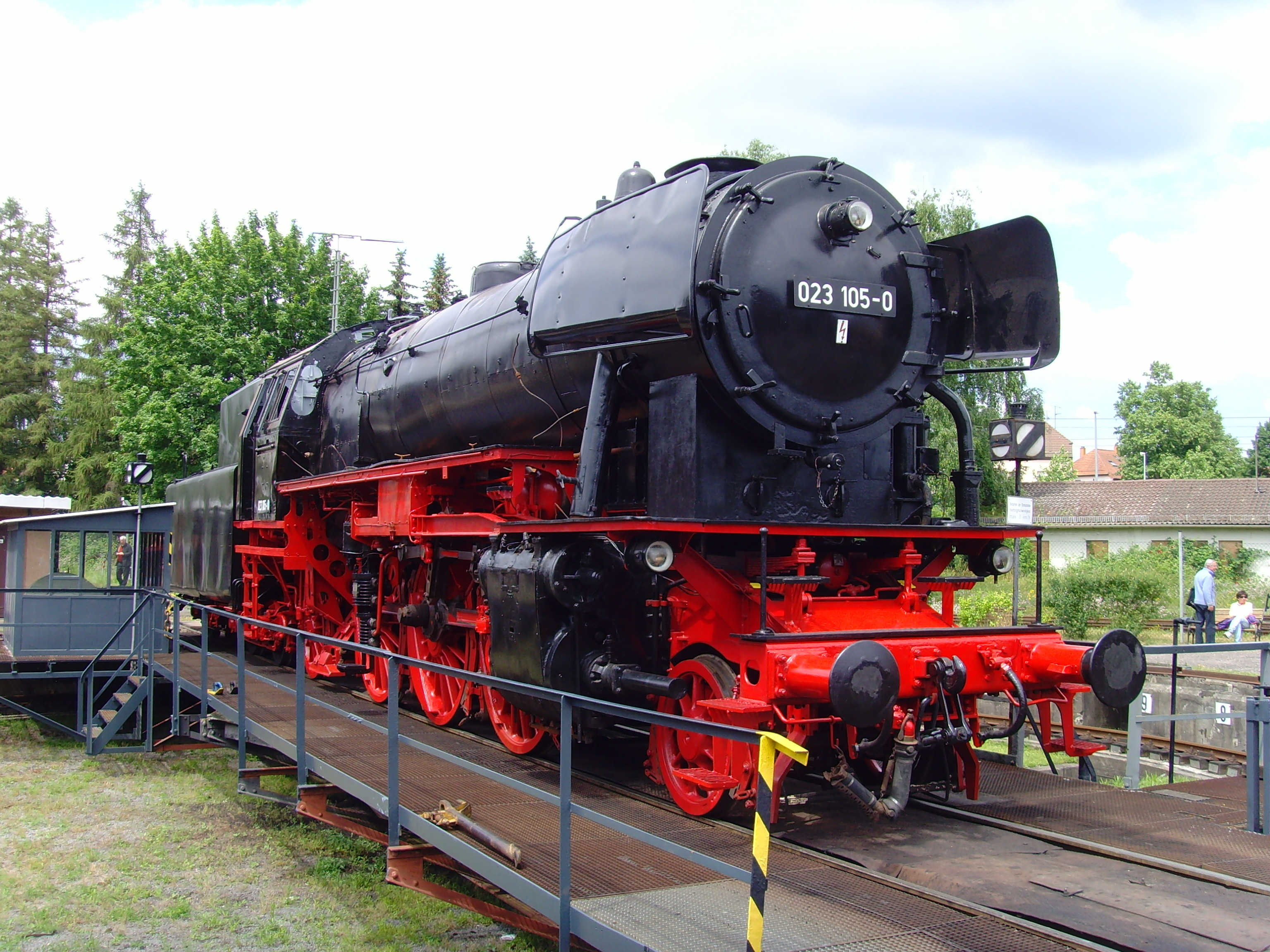
Locomotief 23 105 in 2010 bij het Süddeutsches Eisenbahnmuseum Heilbronn.

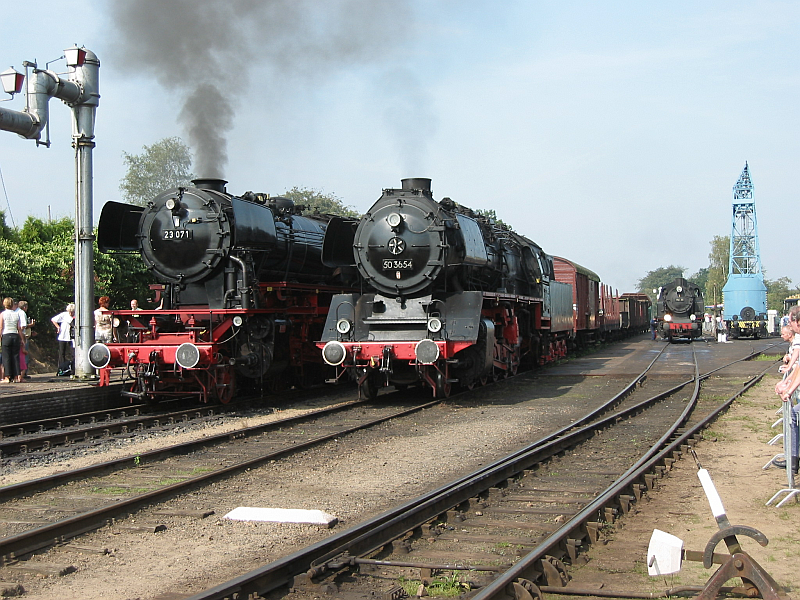
Locomotieven DB 23 071 en DR 50 3654 bij de Veluwsche Stoomtrein Maatschappij in Beekbergen.

De Duitse Baureihe 23 (bouwserie 23) is een serie van 105 stoomlocomotieven voor personentreinen gebouwd in 1950-'59. Het ontwerp van deze serie is volgens het conceptplan Neubaulokomotive voor bouw van een aantal nieuwe stoomlocseries voor de net opgerichte Deutsche Bundesbahn. De serie was bedoeld voor personentreinen en sneltreinen en had de asindeling 1'C1'. Deze locomotiefserie was de laatste die voor de DB gebouwd is, locomotief 23 105 is de laatste gebouwde DB-stoomloc (bouwjaar 1959).

## Ontwikkeling
Tegen het einde van de jaren veertig had de Deutsche Bundesbahn (DB) gebrek aan voldoende geschikte personentreinlocomotieven; de aanwezige Baureihen waren wegens ouderdom aan vervanging toe, zoals de reeds circa 40 jaar oude Pruisische P8 (Baureihe 38). Onder leiding van ingenieur Friedrich Witte ontwikkelde men voor de aanschaf van nieuwe stoomlocomotieven (Neubaulokomotive) nieuwe bouwstandaarden, die bij de Baureihe 23 toegepast werden. Bij de constructie greep men terug op een vooroorlogs ontwerp van de Berliner Maschinenbau van de DRG Baureihe 23 (BR 23 alt). Dit was ook een 1'C1' locomotief met een ketel die gelijk was aan die DRB Baureihe 50 en bestond uit slechts 2 exemplaren, die na de Tweede Wereldoorlog bij de Oost-Duitse DR terechtkwamen. Vanaf 1950 werden 105 exemplaren van de nieuw geconstrueerde serie 23 voor de middelzware personentrein- en de lichte sneltreindienst door de Henschel-Werke, de Arnold Jung Lokomotivfabrik, de Lokomotiv- und Waggonfabrik Krupp en de Maschinenfabrik Esslingen gebouwd.
Zoals zich na de eerste inzet toonde, voldeed de nieuwe constructie aan de verwachtingen. De serie was universeel inzetbaar en bovendien was het kolenverbruik geringer dan bij vergelijkbare locomotieven. De locs van de Baureihe 23 kunnen een 600 ton zware trein op vlakke baan met 110 km/h zowel op een helling van 10 promille nog met 44 km/h verplaatsen. Bij meetritten bleek, dat de Baureihe 23 met haar in vergelijking tot de P8 slechts 8,5 % grotere ketelverwarmingsoppervlakte het vermogen van de ketel met 23 % overtreft; de trekkracht aan de trekhaak is met 1480 PSe zelfs meer dan 50 % hoger dan bij de P8.

## Constructieve kenmerken
De locomotieven kregen gelaste frames, ketels en tenders, in tegenstelling tot de geklonken frames en ketels van de oudere DB-machines. Er was een zelfdragende sleeptender van het type 2'2' T 31, ook in gelaste constructie. Ook kregen de 23'-ers een centrale smeerpers en een zogenaamde Heizdampf-regler
Bij het loopwerk bestond het voorste wielstel en de eerste koppelwielstel uit een draaistel van het type 'Krauss-Helmholtz-Lenkgestell'. Bovendien werd het loopwerk zo uitgevoerd dat de aslast naar keuze op 17 of 19 ton ingesteld kan worden.
De locomotieven kregen twee Bosch-smeerpompen voor de centrale smering van de door stoom aangedreven onderdelen, maar ook de moeilijk toegankelijke smeerplekken van het loopwerk. Tot het locnummer 023 werden oppervlaktevoorwarmers van het type Knorr en glijlagers toegepast. De Locomotieven met de nummers 024 en 025 en vanaf nummer 053 werden met rollagers voor de wielstellen en het drijfwerk en mengvoorwarmers uitgerust. Slechts enkele locomotieven kregen Heinl-voorwarmers. De Heusinger-Steuerung werd zodanig uitgevoerd, dat er beter achteruit gereden kon worden. 16 locomotieven van deze serie voorzag men bovendien van een zogenaamde 'Wendezug-steuerung', waarbij de machines in trek-duw-combinaties konden rijden.
In de aan alle zijden gesloten loc-cabine monteerde men een geveerde en van onderen te verwarmen voetplaat, om het Locomotiefpersoneel betere werkomstandigheden te bieden. Er was bovendien een kledingkast en een verwarmingsinrichting voor het eten.
In de loop der bouwtijd en ook daarna waren er vele veranderingen. De stoompijpen werden van het machinistenhuis naar de schoorsteen verlegd, enige machines kregen bovendien een bel. Vanaf de 23 071 werden de Locomotieven met Indusi afgeleverd, bij de andere werd deze naderhand aangebracht.

## Inzet
Met de invoering van het nieuwe Baureihen-schema van de Deutsche Bundesbahn per 1 januari 1968, waarbij de locs een computernummer kregen, werd het Baureihe nummer gewijzigd in 023. De Baureihe 23 voldeed zowel in de zware personen- als ook in de lichte sneltreindienst, regelmatig ook voor goederentreinen. Desondanks bleven de Locomotieven niet veel langer dan de Pruisische P 8 (Baureihe 38) in bedrijf, terwijl zij die eigenlijk vervangen zouden. door de inzettende wijziging van tractie verloren zij steeds meer hun inzetgebieden. Op het laatst waren de Locomotieven in de 'Bahnbetriebswerken' Crailsheim, Saarbrücken en Kaiserslautern gehuisvest. De planmatige inzet eindigde op 27 september 1975, als laatste Locomotief werd in december 1975 de 23 058 Crailsheim afgevoerd.

## Bewaard gebleven machines
De locomotief met het nummer 23 105, gebouwd door de Firma Arnold Jung Lokomotivfabrik en in december 1959 in bedrijf genomen, was de laatste stoomloc, die door de Deutsche Bundesbahn aangeschaft werd. Al in 1972 werd zij buiten dienst gesteld; ter gelegenheid van het 150-jarige jubileum van de Duitse spoorwegen in 1985 werd zij door de Deutsche Bundesbahn in een bedrijfsvaardige toestand hersteld. De in het Verkehrsmuseum Neurenberg ondergebrachte loc werd op de avond van 17 oktober 2005 door een grote brand in de locloods zwaar beschadigd.
Van deze serie zijn de volgende exemplaren nog aanwezig:
- 23 019 - in het Deutsches Dampflokomotiv-Museum Neuenmarkt (Oberfranken)
- 23 023 - bij de Stoom Stichting Nederland in Rotterdam (bedrijfsvaardig)
- 23 029 - als monument voor een school in Aalen
- 23 042 - in het Eisenbahnmuseum Darmstadt-Kranichstein (bedrijfsvaardig)
- 23 058 - sinds 1 maart 2013 is de locomotief ondergebracht bij de Eurovapor in het depot Sissach, Kanton Basel-Land, van de Modern Steam am Hauenstein GmbH, (bedrijfsvaardig)[3]
- 23 071 - bij de Veluwsche Stoomtrein Maatschappij in Apeldoorn (bedrijfsvaardig). Deze locomotief is ook gebruikt voor de intocht van Sinterklaas in Apeldoorn in 2019
- 23 076 - bij de Veluwsche Stoomtrein Maatschappij in Apeldoorn (bedrijfsvaardig)
- 23 105 - in het Süddeutsches Eisenbahnmuseum Heilbronn (in bruikleen van de DB tot 2016)